# USS Everett F. Larson (DD-830)
USS Everett F. Larson (DD-830/DDR-830) là một tàu khu trục lớp Gearing được Hải quân Hoa Kỳ chế tạo vào giai đoạn cuối Chiến tranh Thế giới thứ hai. Nó là chiếc tàu chiến thứ hai của Hải quân Mỹ được đặt cái tên này, nhưng là chiếc duy nhất được đóng, theo tên Binh nhất Thủy quân Lục chiến Everett F. Larson (1920–1942), người đã tử trận trong Chiến dịch Guadalcanal và được truy tặng Huân chương Ngôi sao bạc. Hoàn tất khi chiến tranh đã sắp kết thúc, con tàu tiếp tục phục vụ trong giai đoạn Chiến tranh Lạnh và Chiến tranh Việt Nam cho đến năm 1972, khi nó được chuyển cho Hàn Quốc năm 1972 và tiếp tục phục vụ cùng Hải quân Cộng hòa Hàn Quốc như là chiếc ROKS Jeong Buk (DD-916) cho đến năm 1999. Con tàu hiện đang được bảo tồn như một tàu bảo tàng tại Gangneung.

## Thiết kế và chế tạo
Everett F. Larson được đặt lườn tại xưởng tàu của hãng Bath Iron Works Corporation ở Bath, Maine vào ngày 4 tháng 9 năm 1944. Nó được hạ thủy vào ngày 28 tháng 1 năm 1945; được đỡ đầu bởi bà H. Larson, mẹ Binh nhất Larson, và nhập biên chế vào ngày 6 tháng 4 năm 1945 dưới quyền chỉ huy của Hạm trưởng, Trung tá Hải quân H. Meyers.

## Lịch sử hoạt động

### 1945 - 1960
Everett F. Larson khởi hành từ Xưởng hải quân Boston tại Boston, Massachusetts vào ngày 1 tháng 8 năm 1945 để đi sang khu vực Mặt trận Thái Bình Dương; tuy nhiên nó chỉ đến vịnh Tokyo vào ngày 29 tháng 9, khi chiến tranh đã kết thúc. Được phân công hoạt động cùng lực lượng chiếm đóng, nó tham gia cuộc đổ bộ lực lượng Thủy quân Lục chiến lên pháo đài Đại Cô, Trung Quốc vào tháng 10 năm 1945; và sang tháng 4 năm 1946 đã tham gia Chiến dịch "Road's End", đánh chìm 24 tàu ngầm tịch thu được của Hải quân Đế quốc Nhật Bản. Quay trở về Hoa Kỳ, nó về đến San Diego, California vào ngày 21 tháng 12, rồi được điều động sang vùng bờ Đông Hoa Kỳ, đi đến cảng nhà mới là Newport, Rhode Island vào ngày 19 tháng 3 năm 1947. Nó được xếp lại lớp như một tàu khu trục cột mốc radar với ký hiệu lườn mới DDR-830 vào ngày 18 tháng 3 năm 1949.
Trong suốt chín năm phục vụ cùng Hạm đội Đại Tây Dương, Everett F. Larson đã hoàn tất bảy lượt biệt phái sang phục vụ cùng Đệ Lục hạm đội tại Địa Trung Hải, tuần tra tại vùng Cận Đông vào lúc xảy ra xung đột cho vấn đề chia tách lãnh thổ Palestine, cũng như tham gia các đợt thực tập trong Khối NATO từ năm 1948 đến năm 1955. Nó cũng tham gia các cuộc thực tập chống tàu ngầm ngoài khơi vùng bờ Đông Hoa Kỳ và vùng biển Caribe.
Everett F. Larson sau đó lại được điều động trở lại vùng bờ Tây, đi đến cảng nhà mới là Long Beach, California vào ngày 28 tháng 6 năm 1956, và trình diện để phục vụ cùng Hạm đội Thái Bình Dương. Nó hoạt động tại vùng biển ngoài khơi California, và dọc lên phía Bắc đến tận Seattle, Washington, và đã được phái sang khu vực Tây Thái Bình Dương hàng năm từ năm 1957 đến năm 1960. Trong các đợt này nó đã hoạt động tuần tra tại eo biển Đài Loan, tập trận ngoài khơi Okinawa và Philippines, cũng như phục vụ hộ tống bảo vệ và canh phòng máy bay cho các tàu sân bay thuộc Lực lượng Đặc nhiệm 77. Trong chuyến đi năm 1958, con tàu đã viếng thăm Pago Pago, Samoa thuộc Mỹ và Auckland, New Zealand.
Vào tháng 9 năm 1960, Everett F. Larson tham gia cuộc duyệt binh hải quân hàng năm trong thành phần Đệ Nhất hạm đội tại vịnh San Francisco, nhân kỷ niệm chuyến đi vòng quanh thế giới của Hạm đội Great White.

### 1960 - 1972
Vào tháng 6 năm 1962, Everett F. Larson đi vào Xưởng hải quân Long Beach để được nâng cấp trong khuôn khổ Chương trình Hồi sinh và Hiện đại hóa Hạm đội II (FRAM: Fleet Rehabilitation and Modernization), nhằm kéo dài vòng đời hoạt động thêm 10 đến 20 năm, đồng thời nâng cao năng lực tác chiến. Với hệ thống điện tử, radar và sonar hiện đại cùng các vũ khí chống ngầm tiên tiến, nó được xếp lại lớp và quay lại ký hiệu lườn cũ DD-830, và gia nhập trở lại hạm đội vào ngày 30 tháng 12 năm 1962. Con tàu được điều động từ Hải đội Khu trục 19 sang Hải đội Khu trục 23 vào tháng 4 năm 1963, và được phân về Đội khu trục 231.
Được phái sang Việt Nam để tham gia cuộc Chiến tranh Việt Nam, vào ngày 27 tháng 8 năm 1965, Everett F. Larson lần đầu tiên nổ súng nhắm vào đối phương kể từ Thế Chiến II. Nó đã bắn hơn 300 quả đạn pháo 5 inch/38 caliber trong hoạt động bắn phá bờ biển tại Bắc Việt Nam, và tiếp tục ở lại vùng chiến sự cho đến tháng 9. Giữa các đợt bắn phá và vai trò hộ tống và canh phòng máy bay cho các đội đậc nhiệm tàu sân bay hoạt động trong khu vực, nó được tiếp nhiên liệu từ tàu sân bay Bennington (CV-20) và tàu chở dầu Hassayampa (AO-145); tiếp liệu từ các chiếc Pictor (AF-54) và Pollux (AKS-4); và tiếp đạn dược từ chiếc Paricutin (AE-18).
Quay trở về Hoa Kỳ, Everett F. Larson được đại tu thường lệ tại Xưởng hải quân Long Beach vào tháng 11, 1965. Sau khi hoàn tất công việc trong xưởng tàu vào ngày 27 tháng 2, 1966, nó hoạt động tại chỗ cho đến ngày 12 tháng 3, và bắt đầu huấn luyện ôn tập tại vùng biển ngoài khơi San Diego, California cho đến ngày 22 tháng 4. Chiếc tàu khu trục tập trận tìm-diệt chống tàu ngầm cùng Đội đặc nhiệm Chống tàu ngầm 5 trước khi cùng đơn vị này khởi hành vào ngày 9 tháng 6 để đi sang khu vực Tây Thái Bình Dương. Lực lượng đã có chặng dừng tại khu vực quần đảo Hawaii để tập trận chống tàu ngầm phối hợp giữa tàu sân bay Kearsarge (CV-33) và Đội khu trục 252, trước khi tiếp tục hành trình vào ngày 5 tháng 7 để đi Yokosuka, Nhật Bản, đến nơi vào ngày 14 tháng 7.
Everett F. Larson khởi hành từ Yokosuka vào ngày 20 tháng 7, 1966 để tập trận phối hợp cùng các đơn vị thuộc Lực lượng Phòng vệ Biển Nhật Bản trong biển Nhật Bản cho đến ngày 28 tháng 7, và sau đó là với tàu chiến Hải quân Cộng hòa Hàn Quốc cho đến ngày 1 tháng 8. Nó quay trở lại cảng Sasebo vào ngày 2 tháng 8, rồi lại cùng Đội đặc nhiệm Chống tàu ngầm 5 lên đường vào ngày 8 tháng 8 để làm nhiệm vụ tại trạm Yankee ngoài khơi Bắc Việt Nam. Nó luân phiên các hoạt động trong vịnh Bắc Bộ với những chuyến tuần tra và viếng thăm các cảng Cao Hùng và Cơ Long tại Đài Loan cho đến ngày 15 tháng 9, khi nó phải rời cảng Cao Hùng để né tránh một cơn bão đồng thời quay trở lại trạm Yankee.
Everett F. Larson tham gia Chiến dịch "Silver Skate" từ ngày 22 đến ngày 27 tháng 9, rồi chuyển sang nhiệm vụ hỗ trợ hải pháo cho hoạt động tác chiến trên bộ ngoài khơi Nam Việt Nam. Nó ghé vào cảng Đà Nẵng vào ngày 1 tháng 10, và tiếp tục hoạt động bắn phá bờ biển cho đến ngày 6 tháng 10; trong giai đoạn này nó đã bắn 656 quả đạn pháo 5-inch xuống các mục tiêu đối phương. Chiếc tàu khu trục đi đến vịnh Subic, Philippines để bảo trì và sửa chữa trong một tuần, rồi quay trở lại trạm Yankee và hoạt động cùng các đơn vị thuộc Đệ Thất hạm đội cho đến ngày 30 tháng 10, khi nó lên đường đi Hong Kong để nghỉ ngơi trong một tuần.
Everett F. Larson đi đến Cao Hùng vào ngày 5 tháng 11 để hoạt động tuần tra trong eo biển Đài Loan, rồi tách ra vào ngày 1 tháng 12 để đi Yokosuka, Nhật Bản. Nó ở lại cảng này từ ngày 5 đến ngày 9 tháng 12, trước khi cùng Đội đặc nhiệm Chống tàu ngầm 5 quay trở về Hoa Kỳ; gia nhập trở lại Đệ Nhất hạm đội vào ngày 12 tháng 12 và về đến cảng nhà vào ngày 20 tháng 12. Thủy thủ đoàn con tàu tận hưởng kỳ nghỉ cuối năm trong cảng.
Lại được phái sang khu vực Tây Thái Bình Dương từ tháng 8, 1967, Everett F. Larson hoạt động tại trạm Yankee vào đầu năm 1968 trong vai trò hộ tống và canh phòng máy bay cho các tàu sân bay, và như tàu điều phối khu vực tập trận chống tàu ngầm từ ngày 6 đến ngày 10 tháng 1. Nó viếng thăm Hong Kong từ ngày 15 đến ngày 21 tháng 1, rồi lên đường đi Cao Hùng, ở lại cảng này trong năm ngày trước khi được lệnh đi đến biển Nhật Bản và ở lại đây trong suốt thời giản xảy ra căng thẳng do sự kiện tàu do thám Pueblo (AGER-2) bị phía Bắc Triều Tiên bắt giữ. Chiếc tàu khu trục đã tuần tra trong biển Nhật Bản trong thành phần Hải đội Khu trục 23 thuộc Lực lượng Đặc nhiệm 71, từ ngày 31 tháng 1 đến ngày 2 tháng 3.
Từ ngày 2 đến ngày 12 tháng 3, Everett F. Larson quay trở lại cảng Sasebo để bảo trì, rồi tiếp tục hoạt động trong biển Nhật Bản từ ngày 13 đến ngày 21 tháng 3, khi nó phục vụ canh phòng máy bay cho tàu sân bay và hộ tống cho tàu tuần dương hạng nặng Canberra (CA-70). Nó lại đi vào cảng Sasebo trong các ngày 22 và 23 tháng 3, trước khi rời khu vực Tây Thái Bình Dương để quay trở về nhà. Nó về đến Long Beach, California vào ngày 6 tháng 4, và trong thời gian còn lại của năm 1968, nó hoạt động thường lệ tại vùng biển Nam California. Từ ngày 19 tháng 5 đến ngày 8 tháng 6, chiếc tàu khu trục được bảo trì lườn tàu tại Xưởng hải quân Long Beach, rồi sau đó tham gia cuộc Tập trận HOLDEX 4-68 từ ngày 23 tháng 6 đến ngày 1 tháng 7. Vào ngày 24 tháng 7, nó thử nghiệm mục tiêu kéo theo MK 46, trở thành tàu chiến đầu tiên phóng ngư lôi và phóng ngư lôi từ trực thăng không người lái vào mục tiêu kéo theo.
Everett F. Larson sau đó hoạt động huấn luyện và thực hành chống tàu ngầm trong thành phần Đội chống tàu ngầm 1, vốn còn bao gồm tàu sân bay Kearsarge (CV-33), các tàu khu trục Walke (DD-723), Frank E. Evans (DD-754) và James E. Kyes (DD-787) cùng các tàu frigat Schofield (DEG-3) và Bronstein (FF-1037). Nó cùng Đội khu trục 231 rời Long Beach vào tháng 3, 1969, với Tư lệnh Đội khu trục 231 đặt cờ hiệu bên trên soái hạm James E. Kyes và cùng Frank E. Evans và Walke hướng sang khu vực Tây Thái Bình Dương ngang qua Hawaii. Trong lượt hoạt động này nó đã tuần tra tại khu vực eo biển Đài Loan, tập trận ngoài khơi Okinawa và Philippines, bắn phá bờ biển xuống các mục tiêu đối phương tại Bắc và Nam Việt Nam, và hoạt động canh phòng máy bay cho các tàu sân bay thuộc Lực lượng Đặc nhiệm 77.

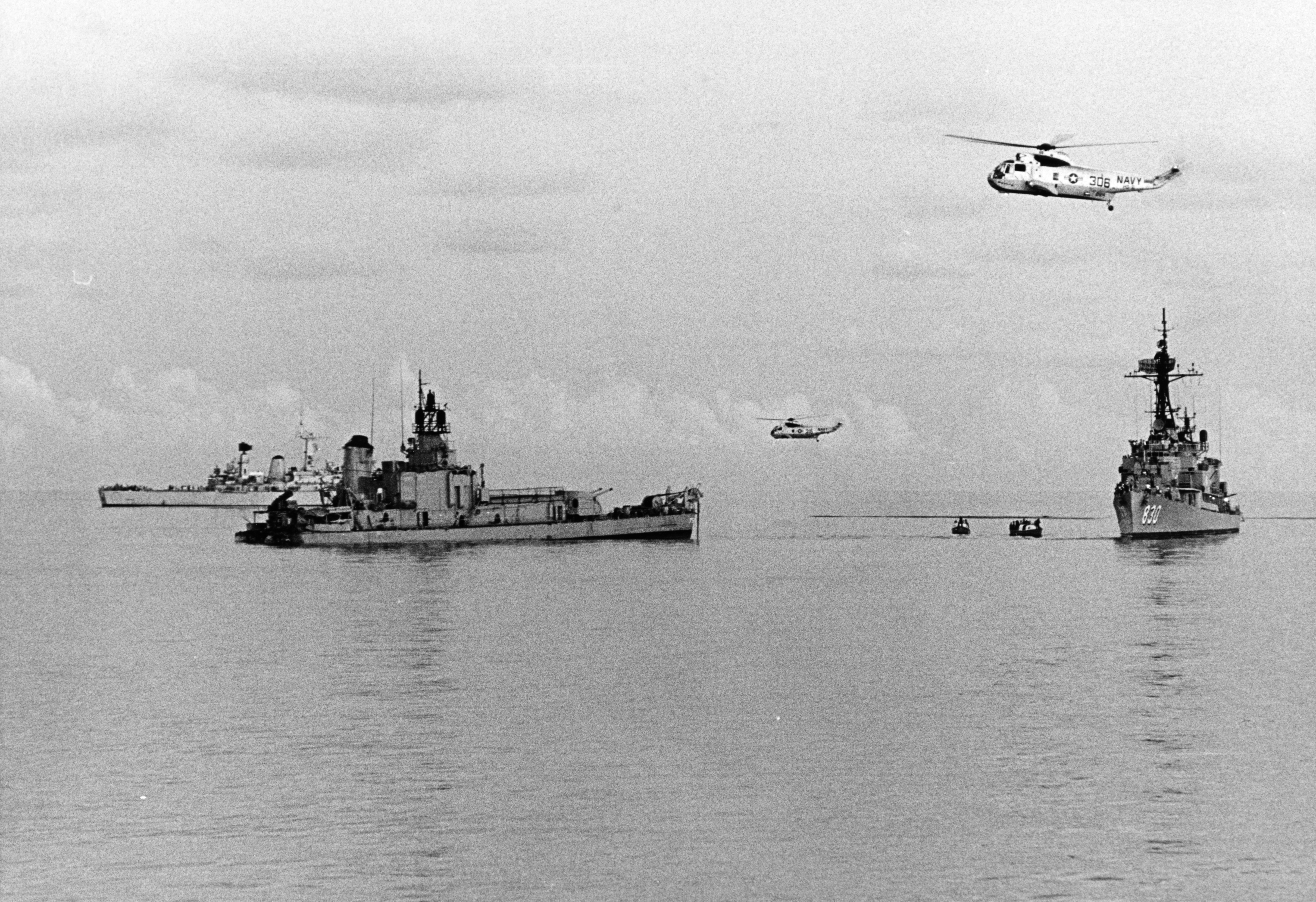
Phần đuôi của tàu khu trục USS Frank E. Evans vào sáng hôm sau, sau tai nạn va chạm với Melbourne. USS Everett F. Larson (bên phải) đang di chuyển để cứu vớt chiếc tàu khu trục bị nạn.

Vào cuối tháng 5, 1969, Everett F. Larson nằm trong số những tàu chiến Hoa Kỳ được phái sang tham gia cuộc Tập trận Sea Spirit của Tổ chức Hiệp ước Đông Nam Á (SEATO) tổ chức tại biển Đông. Nó nằm trong số năm tàu khu trục đa quốc gia hộ tống cho tàu sân bay Australia HMAS Melbourne (R21) tham gia cuộc tập trận. Cho dù đã được thông tin về vụ va chạm liên quan đến Melbourne năm năm trước đây, cũng như các điều kiện tác chiến mà đô đốc Australia chỉ huy đội tàu đã chỉ thị, Larson đã suýt mắc tai nạn va chạm với Melbourne vào sáng sớm ngày 31 tháng 5. Chiếc tàu khu trục đã tự đưa mình vào vị trí nguy hiểm khi đang cơ động vào vị trí canh phòng máy bay cho chiếc tàu sân bay, và chỉ có sự nhanh trí và phản ứng kịp thời của kíp lái hai con tàu mới tránh được tai nạn va chạm. Ba đêm sau đó, tàu khu trục Frank E. Evans (DD-754), cùng nằm trong thành phần hộ tống cho Melbourne, bị chiếc tàu sân bay va thẳng vào mạn trái và bị cắt làm đôi. Vụ tai nạn đã khiến phần mũi Evans đắm chỉ trong vòng năm phút và khiến 74 thủy thủ Hoa Kỳ thiệt mạng. Larson đã tham gia vào việc cứu vớt và cứu nạn phần đuôi của Evans sau tai nạn.
Everett F. Larson tiếp tục phục vụ cùng Đệ Thất hạm đội sang đến đầu những năm 1970. Nó được cho xuất biên chế vào tháng 8, 1972.

### ROKSJeon Buk(DD-916)

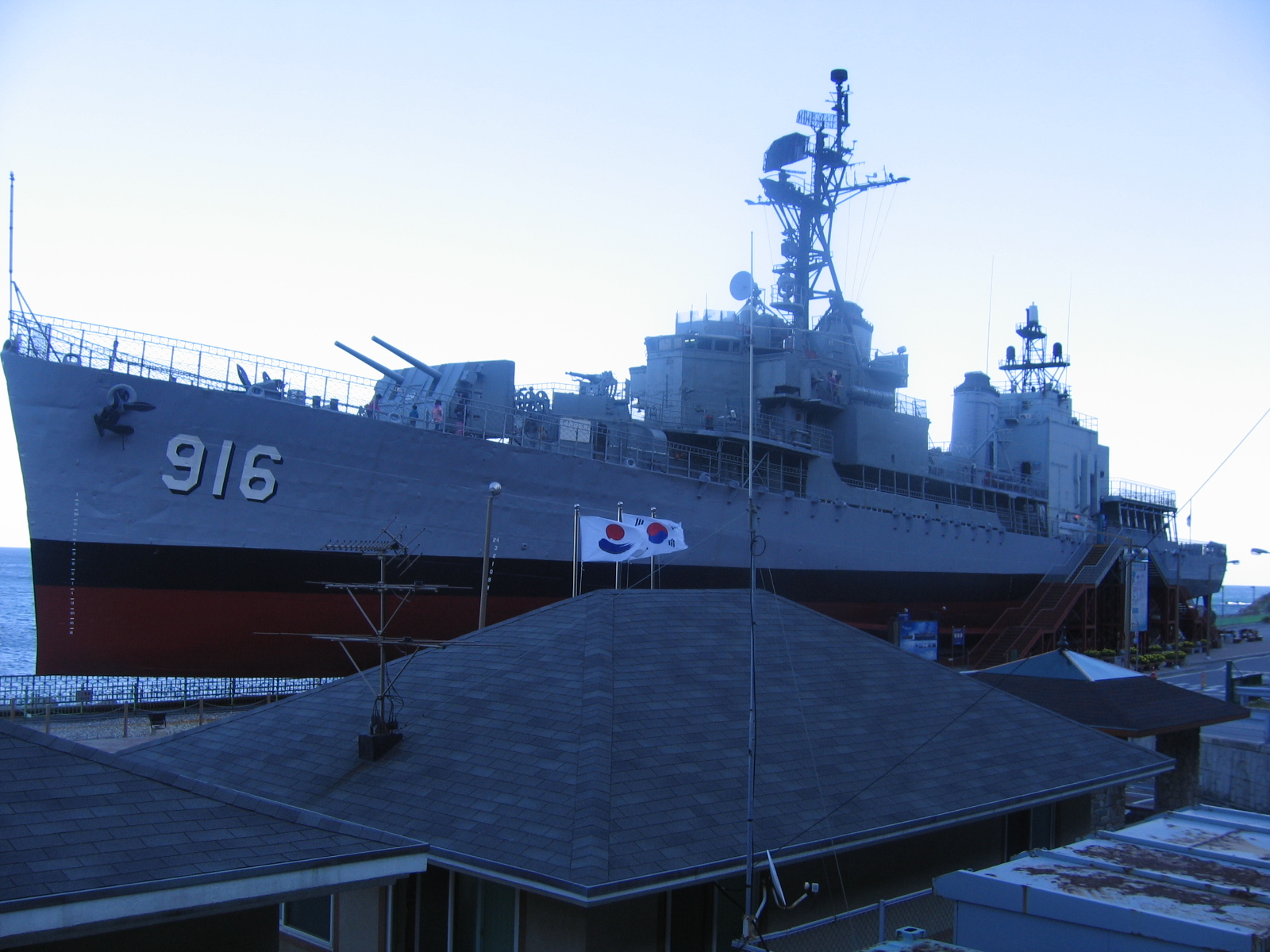
ROKS Jeong Buk (DD-916)

Con tàu được chuyển cho Cộng hòa Hàn Quốc vào ngày 30 tháng 10, 1972, và tiếp tục phục vụ cùng Hải quân Cộng hòa Hàn Quốc như là chiếc ROKS Jeon Buk (DD-916). Nó được cho ngừng hoạt động vào tháng 12, 1999, và trở thành một tàu bảo tàng tại Công viên Thống nhất Gangneung, Gangneung, Hàn Quốc.